# Associação Cipriota de Voleibol
A Associação Cipriota de Voleibol  (em grego:Kypriaki Omospondia Petosfairisis, KOP) é  uma organização fundada em 1978 que governa a pratica de voleibol na Chipre, sendo membro da Federação Internacional de Voleibol desde 1980 e da Confederação Européia de Voleibol, a entidade é responsável por  organizar  os campeonatos nacionais de  voleibol masculino e feminino no país.